# 산돌
주식회사 산돌(Sandoll)은 대한민국의 크리에이터 콘텐츠 플랫폼 회사이다.

## 역사
1984년 국내 최초의 폰트 회사로 설립되었다. 마이크로소프트, 애플, 현대카드, 배달의 민족, 삼성전자, 토스, 여기어때 등 전세계 기업 전용 폰트를 개발했다. 그 외 격동고딕, 격동명조, 네모니, 호요요 등 다양한 폰트를 개발했다.
2014년 클라우드 폰트 서비스 ‘산돌구름(SandollCloud)’을 런칭했고, 2015년 종합 폰트 플랫폼으로 서비스 영역을 확대했다.

## 캠페인
사용 범위 통합 캠페인
산돌구름은 폰트 사용에 부정적인 인식을 개선하고, 보다 폰트를 자유롭고 즐겁게 사용할 수 있는 환경을 만들어가고자 사용 범위 통합 캠페인을 진행하고 있다. 폰트를 사용할 때마다 사용 범위를 확인해야 했던 다른 폰트 서비스와 다르게, 산돌구름에 입점한 모든 폰트는 사용범위 제한 없이 자유롭게 사용이 가능하다.
폰트안심학교 캠페인
산돌구름은 교육계에 대한 폰트 지원이 곧 이 땅의 한글 및 창작 문화 발전에 밑거름이 될 것이라는 믿음으로, 폰트가 필요한 전국의 모든 학교에 무상으로 산돌 폰트를 지원하고 있다.

## 연혁
- 1984년: 대한민국 최초의 폰트회사 산돌타이포그라픽스 설립
- 1997년: 주식회사 산돌커뮤니케이션으로 법인 전환
- 2002년: 마이크로소프트 윈도우즈에 탑재하기 위한 프로젝트의 파트너사로 선정, 전국민이 사용하는 '맑은고딕' 폰트 개발
- 2005년: 현대카드 전용폰트 개발
- 2008년: 국내 최초 기업 전용 서체인 삼성전자 전용폰트 '삼성체' 개발, 네이버 무료 배포 폰트 '나눔고딕', '나눔명조' 개발
- 2011년: Apple IOS용 시스템 폰트로 산돌에서 개발한 'Sandoll 고딕Neo1' 채택
- 2014년: 산돌이 디자인한 ‘KT올레체neo’, 2014 레드닷 어워드 타이포그래피 부문 수상, 폰트 클라우드 서비스 산돌구름 런칭
- 2015년: 아르메니아와 뮌헨 타이포그래피 학회 주최의 GRANSHAN 2015 한글부문 산돌 제비 2 1위 수상, 디스플레이 부문 'Sandoll 국대떡볶이' 2위 수상
- 2016년: GRANSHAN 2016 한글부문에서 네이버와 산돌이 함께 개발한 무료폰트 '네이버 나눔스퀘어' 1위 수상
- 2018년: 주식회사 산돌 설립 (법인분할)
- 2020년: 산돌구름, 폰트 라이선스 구분 전면 폐지
- 2021년: 자회사 산돌 메타랩 설립, 토스 전용폰트 ‘토스 프로덕트 산스’ 개발
- 2022년: ㈜산돌 코스닥 상장
- 2023년: 산돌구름 웹폰트 런칭, 한글날 협업 전시 [내가 좋아하는 한 글] 주최, [산돌 사이시옷] 타입 컨퍼런스 개최, 여기어때 전용폰트 ‘잘난체 고딕’ 개발
- 2024년 5월 23일 창업자 석금호 의장 별세
- 2025년 100% 무상증자[3]